# Diemjan Biednyj (miejscowość)
Diemjan Biednyj (ros. Демьян Бедный) – osiedle w Rosji, w obwodzie tambowskim, w rejonie żerdiewskim. W 2010 liczyło 687 mieszkańców.